# Tijuana Jazz
| Recensione | Giudizio |
| ---------- | -------- |
| AllMusic   |          |

Tijuana Jazz è un album del vibrafonista jazz statunitense Gary McFarland e del connazionale trombettista jazz Clark Terry, pubblicato dalla casa discografica Impulse! Records nel febbraio del 1966.

## Tracce

### LP
Lato A (AS-9104-A)
1. South of the Border – 2:06 (testo: Jimmy Kennedy – musica: Michael Carr) – Registrato il 3 dicembre 1965
2. Acapulco at Night – 2:52 (musica: Gary McFarland) – Registrato il 3 dicembre 1965
3. Fantastic, That's You – 2:54 (musica: George Cates, George Douglas) – Registrato il 7 dicembre 1965
4. Limehouse Blues – 3:37 (testo: Douglas Furber – musica: Philip Braham) – Registrato il 6 dicembre 1965
5. Tijuana – 2:09 (musica: George Cates, George Douglas) – Registrato il 7 dicembre 1965
6. Marcheta – 2:25 (musica: Victor Schertzinger) – Registrato il 3 dicembre 1965

Lato B (AS-9104-B)
1. Granny's Samba – 3:30 (musica: Gary McFarland) – Registrato il 7 dicembre 1965
2. Soul Bird (Tin Tin Deo) – 4:01 (musica: Walter "Gil" Fuller, Pozo González (Chano Pozo)) – Registrato il 6 dicembre 1965
3. Mexicali Rose – 2:27 (testo: Helen Stone – musica: Jack Tenney) – Registrato il 3 dicembre 1965
4. Ira Schwartz's Golden Dream – 3:32 (musica: Gary McFarland) – Registrato il 7 dicembre 1965
5. Mary Jane – 3:05 (musica: Gary McFarland) – Registrato il 6 dicembre 1965
6. Sweet Georgia Brown – 2:06 (testo: Kenneth Casey – musica: Ben Bernie, Maceo Pinkard) – Registrato il 6 dicembre 1965

## Musicisti
- Gary McFarland – marimba, pianoforte elettrico wurlitzer, vibrafono
- Clark Terry – tromba, flicorno* (strumento non accreditato sull'album)*
- Joe Newman – tromba
- Bob Brookmeyer – trombone
- Barry Galbraith – chitarra
- Toots Thielemans – chitarra, armonica** (strumento non accreditato sull'album)**
- Bob Bushnell – basso
- Grady Tate o Mel Lewis – batteria

Note aggiuntive
- Bob Thiele – produttore
- Frank Abbey – ingegnere delle registrazioni
- Charles Stewart – foto copertina album originale
- Joe Lebow – design interno copertina album originale
- Nat Hentoff – note interno copertina album originale [3]